# Лоран Абержель
Лоран Абержель (фр. Laurent Abergel, нар. 1 лютого 1993, Марсель, Франція) — французький футболіст, захисник клубу «Лор'ян».

## Ігрова кар'єра
Лоран Абержель є вихованцем футбольної школи марсельського «Олімпіка». Влітку 2013 року він був внесений до заявки першої команди і підписав з клубом професійний контракт, а свою першу гру в основі футболіст провів у лютому 2014 року, вийшовши на заміну у матчі проти «Реймса». Та в подальшому, не маючи постіного місця в основі, Абержель відправився в оренду у клуб Ліги 2 «Аяччо». Влітку 2015 року після завершення терміну оренди футболіст підписав з «Аяччо» контракт на повноцінній основі.
Після того, як контракт з «Аяччо» завершився, Абержель як вільний агент перейшов до іншого клубу Ліги 2 «Нансі», де провів наступні два сезони. Влітку 2019 року захисник підписав трирічний контракт з «Лор'яном», з яким вже у першому ж сезоні виграв турнір Лига 2 і підвищився до Ліги 1. Повноцінний дебют Абержеля у вищому дивізіоні відбувся у серпні 2020 року.

## Досягнення
Лор'ян
- Переможець Ліги 2: 2019/20